# Kanton Uzel
Uzel is een voormalig kanton van het Franse departement Côtes-d'Armor.
Het kanton maakte deel uit van het arrondissement Loudéac tot dat op 10 september 1926 werd opgeheven en het werd ingedeeld bij het arrondissement Saint-Brieuc. Alle gemeenten werden toegevoegd aan het kanton Mûr-de-Bretagne, thans kanton Guerlédan genaamd.
Het kanton werd opgeheven bij decreet van 13 februari 2014 met uitwerking op 22 maart 2015.

## Gemeenten
Het kanton Uzel omvatte de volgende gemeenten:
- Allineuc
- Grâce-Uzel
- Merléac
- Le Quillio
- Saint-Hervé
- Saint-Thélo
- Uzel (hoofdplaats)